# Casino (película)
Casino es una película estadounidense de drama criminal  que se estrenó en 1995, dirigida por Martin Scorsese. Está basada en la historia real contada en el libro homónimo escrito por Nicholas Pileggi, quien también tuvo participación en el guion de la película junto a Scorsese. Ambos ya habían trabajado previamente en Toro salvaje (1980) y Goodfellas (1990). La película marca la octava colaboración entre el director Martin Scorsese y Robert De Niro. 
De Niro actuó como Sam "Ace" Rothstein, un judío-estadounidense dedicado a las apuestas deportivas y el juego de alto nivel, que es llamado por la mafia para que supervise las actividades de un casino llamado Tangiers en Las Vegas. La historia está basada en Frank Rosenthal, quien dirigió los casinos Stardust, Fremont y Hacienda en Las Vegas para la mafia de Chicago a lo largo de la década de 1970 hasta comienzos de los ochenta.
Joe Pesci encarnó a Nicky Santoro, basado en Anthony "The Ant" Spilotro, un miembro criminal de la mafia que existió en la vida real. Nicky fue enviado a las Vegas para asegurar que el dinero que se sacaba ilegalmente de las ganancias del Tangiers llegara a manos de los jefes de la mafia. Sharon Stone actuaba como Ginger, la esposa de Ace, un papel por el que mereció un Premio Globo de Oro y una nominación a los Premios de la Academia como mejor actriz.

## Argumento
Sam "Ace" Rothstein, un apostador deportivo profesional de origen judío y un asociado del Outfit de Chicago, es enviado a Las Vegas para dirigir el casino Tangiers fundado con un préstamo del Sindicato de Camioneros a pedido de los capos de la mafia del medio oeste estadounidense y respaldado por el líder de la organización, el senador Andy Stone. Tomando ventaja de las permisivas leyes que regulaban el juego en Las Vegas, ejerciendo su labor en el casino con una licencia en trámite, Sam se convierte en el jefe "de facto" y dobla las ganancias del casino, a las que a su vez se extraían fuertes sumas antes de que se reportaran a las agencias de recaudación de impuestos y que llegaban directamente a manos de los capos. Impresionados por el trabajo de Sam, los jefes envían a un amigo de la infancia suyo, un ajustador de cuentas y a la vez caporegime Nicholas "Nicky" Santoro, para que protegiera a Sam y al negocio que estaba llevando a cabo, idea que no agrada del todo a Sam, dada la fama de impulsivo y sanguinario que detentaba su amigo dentro de la organización. Al llegar, Nicky empieza actividades criminales paralelas a la misión con su asociado Frankie Marino, y luego de obtener varias ganancias "a la fuerza" monta un restaurante con su hermano Dominick. Nicky, sin embargo, se convierte más en una incomodidad que en una ayuda; su temperamento violento y sádico hace que le prohíban la entrada rápidamente en cada casino, y a pesar de las advertencias de Sam, hace méritos para que su nombre se escriba en el "Libro Negro", impidiéndole pisar siquiera la línea de parqueo de un casino en Las Vegas. Nicky entonces decide actuar por su cuenta al llamar al resto de su banda criminal que viene desde el medio oeste y comienza a ejecutar robos de joyas y asesinatos de los que siempre logra evadir su culpabilidad por falta de testigos y pruebas, siendo seguido constantemente por el FBI.
Sam, mientras tanto, conoce y se enamora de la estafadora Ginger McKenna. A pesar de la renuncia de Ginger, pronto tienen una hija llamada Amy y se casan. Su relación se comienza a deteriorar cuando Sam y Nicky atrapan a Ginger dándole dinero a su antiguo proxeneta, otro estafador de poca monta llamado Lester Diamond (James Woods). Sam también hace un enemigo poderoso cuando despide a Donald Ward, un trabajador incompetente al que rehúsa volver a emplear, que resulta ser cuñado de Patt Webb, un Comisionado de Clark County quien al principio le solicita a Sam reintegrar a su cuñado, de forma diplomática y a la vez a modo de advertencia le hace entender a Sam de que conoce la operación secreta de la mafia. Ante la negativa de Sam, Webb contraataca al sacar a la luz el trabajo de Sam con licencia en trámite, forzándolo a tener una audiencia para recibirla, mientras que secretamente llega a un acuerdo con la junta del juego y el Senador del estado Harrison Roberts, para que la rechacen. Sam responde apareciendo en televisión, lo que genera malestar entre los jefes de Chicago, a quienes incomoda la publicidad hecha por Sam ya que tenían el poder de arreglar calladamente el problema con las autoridades de la ciudad que él acusaba públicamente en su programa y le piden que se retire de Las Vegas; Sam rehúsa tercamente y responde que la culpa de sus problemas es de Nicky y sus imprudentes infracciones a la ley que lo salpican públicamente. En una acalorada discusión en medio del desierto, Nicky le advierte a Sam que nunca "vuelva a pasar sobre su cabeza" de nuevo.
Los capos se reúnen con el subjefe de Kansas City, Artie Piscano, para supervisar la operación de evasión fiscal y reducir la cantidad de dinero que los criminales locales se quedaban para sí mismos, debido a las bajas ganancias que estaban obteniendo dados los problemas de Rothstein; Piscano anota incriminadoras cuentas en un libro y es pescado por el FBI que accidentalmente tenía un micrófono en su centro de operaciones (con una tienda de abarrotes como fachada) en un caso de asesinato en Kansas City, revelando detalles de las extracciones de dinero con sus parientes con quienes alega por el descontento que le produjo el cambio. Sam pierde la paciencia con Ginger luego de que ella y Lester Diamond se dirigen a Los Ángeles con planes de escapar a Europa llevándose a su hija Amy. Sam habla con Ginger y la convence de regresar a Amy, pero el alcoholismo y la adicción a la cocaína de Ginger enfurecen tanto a Sam que la echa de la casa. Ella regresa después, aceptando la condición de Sam de llevar un beeper con ella para que Sam pudiera contactarla en cualquier momento. Ginger busca a Nicky para que la ayude a recuperar una llave que le permitiría acceder al dinero que ella y Sam guardan en el banco prometiéndole compartirlo con él y comienzan una aventura. Sam se hastía de Ginger cuando ella deja atada a Amy a la cama para pasar una noche con Nicky. Sam la confronta en el restaurante y la repudia. Ella va en busca de Nicky quien se lava las manos de la situación sabiendo los problemas que tendría con los jefes de la mafia al saberse de su relación adúltera con Ginger (esto debido a que los códigos de la mafia prohibían estrictamente el adulterio entre sus miembros) . La mañana siguiente, Ginger llega a la casa de Sam, crea un alboroto y aprovecha la confusión para llevarse la llave de Sam del depósito compartido del banco; ella toma una gran suma de dinero pero es arrestada luego de salir del banco por agentes del FBI.
Con Ginger arrestada, y los descubrimientos de los registros de Piscano, que luego son confrontados con la operación de fraude fiscal descubierta, el imperio de los casinos se desmorona y los jefes son llevados a juicio con la aplicación de la Ley RICO. Durante la audiencia se reúnen en privado y deciden eliminar a los involucrados en el fraude con el fin de evitar testimonios, incluyendo a Andy Stone, y a varios ejecutivos del casino. John Nance, quien extraía el dinero de las ganancias y se la llevaba a los capos, logra huir a Costa Rica para evitar las autoridades y guardar silencio, pero tras la captura de su hijo por parte del FBI es eliminado para evitar que se inculpe a sí mismo en un intento de salvarlo. Ginger muere en la ruina en Los Ángeles por una sobredosis accidental, y Sam se salva de un atentado con una bomba instalada en su automóvil, del cual sospecha, es Nicky el responsable, dado que sabía que los jefes no darían la orden, siendo que Sam era una ficha clave en las finanzas de la mafia y no estaba del todo comprometido en el caso. Antes de que Sam pueda corroborarlo o enfrentarlo, Nicky y su hermano Dominick son golpeados con bates de hierro y enterrados vivos en un sembradío de maíz en Indiana, por Frankie Marino y sus antiguos cómplices. Sam narra que los jefes estaban hartos de Nicky y le ordenaron a Frankie que se deshiciera de él.
Con el hampa perdiendo el poder en Las Vegas, los viejos casinos son comprados por grandes corporaciones que los demuelen para construir nuevos casinos con atracciones de azar financiadas por bonos de grado especulativo. Sam lamenta que esta nueva Las Vegas "de ambiente familiar" no ofrezca los mismos tipos de atenciones a los jugadores de la anterior (ni el mismo tipo de jugadores en sí), ya que a su modo de ver antes gozaba de más clase cuando dirigía el Tangiers. En la escena final, un Sam envejecido es mostrado viviendo en San Diego, una vez más trabajando como apostador deportivo profesional, haciendo dinero para el hampa (razón por la cual los jefes de Chicago no lo mandaron a eliminar como a los demás involucrados en el caso) , como dijo en sus palabras "justo donde comenzó".

## Reparto
| Actor           | Papel                                 | Basado en                                      |
| --------------- | ------------------------------------- | ---------------------------------------------- |
| Robert De Niro  | Sam "Ace" Rothstein                   | Frank "Lefty" Rosenthal                        |
| Joe Pesci       | Nicholas "Nicky" Santoro              | Tony "The Ant" Spilotro                        |
| Sharon Stone    | Ginger McKenna Rothstein              | Geraldine McGee Rosenthal                      |
| Frank Vincent   | Frankie Marino                        | Frank Cullotta                                 |
| James Woods     | Lester Diamond                        | Leonard "Lenny" Marmor                         |
| Don Rickles     | Billy Sherbert                        | Murray Ehrenberg                               |
| Alan King       | Andy Stone                            | Allen Dorfman                                  |
| Kevin Pollak    | Philip Green                          | Allen Glick                                    |
| L. Q. Jones     | Pat Webb                              | Un comisionado de Clark County                 |
| Dick Smothers   | el senador de Nevada Harrison Roberts | Harry Reid                                     |
| John Bloom      | Donald "Don" Ward                     | Administrador incompetente de las tragamonedas |
| Pasquale Cajano | Remo Gaggi                            | Joseph Aiuppa                                  |
| Bill Allison    | John Nance                            | George Vandermark                              |
| Philip Suriano  | Dominick Santoro                      | Michael Spilotro                               |
| Vinny Vella     | Artie Piscano                         | Carl "Tuffy" DeLuna                            |
| Melissa Prophet | Jennifer Santoro                      | Nancy Spilotro                                 |
| Joseph Rigano   | Vincent Borelli                       | Nicholas Civella                               |
| Nobu Matsuhisa  | K. K. Ichikawa                        | Akio Kashiwagi                                 |
| Richard Riehle  | Charlie "Clean Face" Clark            | Morris Shenker                                 |
| Oscar Goodman   | Él mismo                              | Él mismo                                       |
| Frankie Avalon  | Él mismo                              | Él mismo                                       |

## Producción

### Desarrollo
La investigación para Casino comenzó cuando el guionista  Nicholas Pileggi leyó un reporte en Las Vegas Sun en 1980 sobre una discusión doméstica entre Frank "Lefty" Rosenthal, una personalidad de los casinos, y su esposa Geri McGee, una exbailarina exótica. Esto le dio una idea para concentrarse en escribir un nuevo libro sobre las infracciones criminales en Las Vegas durante la década de 1970, y durante el rodaje de Goodfellas (un guion que él también coescribió con Scorsese) lo estaba terminando. Pileggi decidió contactar a Scorsese para que tomara la dirección del proyecto, que llegaría a conocerse como Casino. Scorsese manifestó su interés en el proyecto, llamándolo "una idea de éxito, sin límites". Aunque Pileggi estaba dispuesto a lanzar el libro y luego concentrarse en una adaptación cinematográfica, Scorsese lo animó a "invertir el orden".
Scorsese y Pileggi coescribieron el guion por cinco meses, a finales de 1994. Personajes reales como Frank "Lefty" Rosenthal, Geri, Anthony Spilotro y su hermano fueron modificados. Algunos personajes combinados y partes de la historia tuvieron lugar en Las Vegas en vez de Chicago; resolvieron este problema cuando se vieron forzados a referirse a Chicago como "hogar" y usaron las palabras "adaptado de una historia real" en vez de "basado en una historia real". También decidieron simplificar el guion, así que el personaje de Sam "Ace" Rothstein sólo trabajó para el Tangiers con el fin de mostrar un vistazo a los procedimientos ocurridos dentro de un hotel casino dirigido por la mafia sin abrumar a los espectadores. Según Scorsese, la escena de apertura debía involucrar al personaje principal, Sam Rothstein, quien se encontraría peleando con su distanciada esposa, Ginger, en el césped de su casa. Debido a que la escena era demasiado explícita, la cambiaron por la secuencia que mostraba la explosión del automóvil de Sam y él volando por el aire flotando sobre las llamas en cámara lenta como un alma o espíritu yendo directo al infierno.

### Rodaje
El rodaje principal tuvo lugar durante las noches en el hotel y casino Riviera en Las Vegas para replicar el ficticio Tangiers con el Hotel Landmark sirviendo para las tomas de la entrada. De acuerdo a la productora Barbara De Fina, no tenía sentido construir un set si el costo iba a ser el mismo de usar casino real. La secuencia inicial, la explosión del automóvil de Sam, fue filmada tres veces con la tercera usada para la película.

## Recepción
La primera vez que la película aplicó a la MPAA, recibió una clasificación de NC-17 debido a su contenido violento. Fue necesario reeditarla para reducir la clasificación a R.
A pesar de que la película fue criticada por su uso excesivo de violencia, la mayoría de sus críticas fueron positivas. Rotten Tomatoes da al film un puntaje de 80 % clasificándolo como "fresco", basado en 61 reseñas. En Metacritic el puntaje es de 73 (reseñas generalmente favorables) sobre 100 basado en 17 críticas.
Sharon Stone fue nominada a los Premios Óscar como mejor actriz y ganó un premio Globo de Oro a Mejor actriz - Drama. Martin Scorsese también fue nominado al Globo de Oro como mejor director.
Listados del American Film Institute
- Nominada para figurar en el listado 100 mejores películas de Estados Unidos.[14]
- Nominada para figurar en el listado de las 10 mejores películas de gánsters.[15]

## Banda sonora
Disco 1
1. "Contempt – Theme De Camille", Georges Delerue
2. "Angelina/Zooma, Zooma Medley", Louis Prima
3. "Hoochie Coochie Man", Muddy Waters
4. "I'll Take You There", The Staple Singers
5. "Nights in White Satin", The Moody Blues
6. "How High The Moon", Les Paul & Mary Ford
7. "Hurt", Timi Yuro
8. "Ain't Got No Home", Clarence 'Frogman' Henry
9. "Without You", Harry Nilsson
10. "Love Is the Drug", Roxy Music
11. "I'm Sorry", Brenda Lee
12. "Go Your Own Way" de Fleetwood Mac
13. "The Thrill Is Gone", B.B. King
14. "Love Is Strange", Mickey & Sylvia
15. "The 'In' Crowd", Ramsey Lewis
16. "Stardust", Hoagy Carmichael

Disco 2
1. "Walk on the Wild Side" , Jimmy Smith
2. "Fa-Fa-Fa-Fa-Fa (Sad Song)", Otis Redding
3. "I Ain't Superstitious", The Jeff Beck Group
4. "The Glory of Love", The Velvetones
5. "(I Can't Get No) Satisfaction", Devo
6. "What a Diff'rence a Day Made", Dinah Washington
7. "Working in the Coal Mine", Lee Dorsey
8. "House of the Rising Sun" de The Animals
9. "Those Were the Days", Cream
10. "Who Can I Turn To (When Nobody Needs Me)", Tony Bennett
11. "Slippin' and Slidin'", Little Richard
12. "You're Nobody Till Somebody Loves You", Dean Martin
13. "Compared to What" (Live), Les McCann & Eddie Harris
14. "Basin Street Blues/When It's Sleepy Time Down South", Louis Prima
15. "Wir setzen uns mit Tränen nieder", Johann Sebastian Bach (Orquesta Sinfónica de Chicago, dirigida por Sir Georg Solti)